# Pietro Pavan
Pietro Pavan (ur. 30 sierpnia 1903 w Treviso, zm. 26 grudnia 1994 w Rzymie) – włoski duchowny katolicki, kardynał.

## Życiorys
Święcenia kapłańskie otrzymał 8 lipca 1928 roku. Na Papieskim Uniwersytecie Gregoriańskim uzyskał doktorat z filozofii i teologii, a na Uniwersytecie w Padwie doktoryzował się z ekonomii. Przez wiele lat pracował jako wykładowca w seminarium oraz publikował książki i artykuły w czasopismach naukowych i popularnych, poświęcone nauce społecznej Kościoła. W 1946 roku został mianowany asystentem kościelnym ICAS - chrześcijańskiego ośrodka działalności społecznej. Uczestniczył jako ekspert w Soborze Watykańskim II. Jako współpracownik Jana XXIII brał udział w opracowaniu kilku kluczowych dokumentów jego pontyfikatu, w tym encykliki "Pacem in terris", oraz dokumentów Soboru Watykańskiego II, zwłaszcza Deklaracji o wolności religijnej "Dignitatis humanae". W latach 1969–1974 był rektorem Papieskiego Uniwersytetu Laterańskiego. 
25 maja 1985 Jan Paweł II wyniósł go do godności kardynalskiej z tytułem diakona San Francesco di Paola ai Monti, zwalniając go z obowiązku przyjęcia sakry biskupiej.
Ostatnie lata życia poświęcił działalności naukowej. Zmarł 26 grudnia 1994 i został pochowany na cmentarzu Campo Verano w Rzymie.